# Bull run
Bull Run es una película documental de 2023 sobre el ecosistema de las criptomonedas que se convirtió, en septiembre de 2021, en el primer documental íntegramente tokenizado. Dirigida por Ana Ramón Rubio, es una producción de Cosabona Films (España). Es candidata a Mejor Documental a los Premios Goya 2024 y ganador de 2 Premios Berlanga a mejor documental y mejor canción.

### Argumento
Es un documental en clave de comedia que sigue el viaje de una directora de cine que se engancha al trading de criptomonedas durante la pandemia. Para poder seguir haciendo trading sin ser juzgada, decide producir un documental sobre bitcoin y la tecnología blockchain.
Su título hace referencia al término "Bull Run" que representa, en la jerga financiera, una carrera alcista en la que los precios de los activos suben exponencialmente debido a un exceso de demanda.
La película, narrada en lenguaje 3.0 (redes sociales, whatsapp, reuniones por Zoom...) entremezcla grabaciones caseras, imágenes de archivo de personalidades del ecosistema inversor como Michael Saylor o Max Keiser, y entrevistas a expertos como el podcaster Stephan Livera, el escritor Gael Sánchez-Smith, la activista alemana Anita Posch o el youtuber financiero Miguel Ángel González. También se incluyen momentos de detrás de las cámaras (making-of) al tratarse de la primera producción tokenizada en la blockchain.   

### Financiación
Mediante una ronda de financiación privada que se cerró en 24 horas, Bull Run es la primera tokenización de una película cinematográfica. Con un presupuesto de 380.000$ aportados por 90 inversores, en su mayoría relacionados con la criptoeconomía, se financiaron los costes derivados del rodaje, posproducción y distribución del documental. 
Mediante un contrato inteligente en la red BSC de Binance, los inversores de la película reciben el total de los dividendos que genere la película en su recorrido comercial. El 80% de los tokens $Bull se repartieron entre los inversores y el 20% entre los responsables de la película, entre los que se incluyen el equipo técnico y creativo del documental y los desarrolladores de la tokenización: Miguel Caballero, Carlos Celorrio, Javier 'Sokar' Ortiz y Javier Celorrio. 

### Fecha de estreno
El estreno internacional de la película fue el 15 de noviembre de 2023 en el Festival de Cine Documental de Nueva York, DOC NYC. 